# Cribrilina watersi
Cribrilina watersi är en mossdjursart som beskrevs av Andersson 1902. Cribrilina watersi ingår i släktet Cribrilina och familjen Cribrilinidae. Inga underarter finns listade i Catalogue of Life.